# 峰町
峰町（みねちょう）は、かつて九州の北沖に当たる長崎県の対馬の中央にあった町である。上県郡に属していた。
2004年（平成16年）3月1日の合併で対馬市の一部となった。なお、対馬市発足後の住所表記では「みねまち」に読み方が変更された。

## 地理
対馬の中央に位置する。
- 山：大星山、曽根山、鹿ノ内山、山田山、梶木山、神山、位ノ平山、虫バイ山、高山、三本松山、深入岳、見投岳、ホノ山、合戸山、敬平山、黒隈山、悪代山、竹無山、浜ノ背山、在家山、白椿山、白岳、塚沢山、人塚山、保利山
- 島嶼：松島、裸島
- 河川：三根川、吉田川、佐賀川、佐賀ノ内川、志多賀川、駄道川
- 港湾：峰港、曽ノ浦港、佐賀漁港

## 歴史

### 先史・古代
- 町内には新石器時代中期頃の遺跡とされる佐賀貝塚や吉田貝塚があり、人の生活の跡を確認できる[1]。
- 対馬全島で弥生時代の遺跡が拡散する中で、対馬中部（峰町・豊玉町）に遺跡が集中していることから、魏志倭人伝に記されている「乗船南北市糴（してき）」は当地域を指すものと推定される[1]。
- 律令制時代に入り、厳原に国府が置かれ郡郷制が施かる。峰町にあたる地域は上県郡に属し、「三根郷」と称した[1]。

### 中世
- 室町時代、対馬島都が佐賀に移され、三根郷一円は島主直属の「三根郡」となる[1][2]。

### 近世
- 江戸時代は対馬府中藩に属し、元禄年間に三根郡が「三根郷」に再び改められた[3]。この時代の郷村帳には戸数や船52隻の記載がある[1]。また『津島紀事』によれば、三根郷内には枝村1村を含む11村[4]が属していたとされる[3]。三根郷は対馬島内の他の各郷とともに明治5年に廃止された[3]。

### 近現代
- 明治10年代の戸数500戸、牛321頭、馬289頭等の記載がある[1]。
- 1954年（昭和29年）- 峰村立対馬中央病院が佐賀に完成。
- 1956年（昭和31年）- 佐賀地区に簡易水道が完成し、給水を開始。
- 1958年（昭和33年）- 三根大橋が開通。
- 1961年（昭和36年）- 峰村立三根診療所を開設。
- 1968年（昭和43年）- 峰村立対馬中央病院が廃止され、峰村立佐賀診療所が設置される。
- 1969年（昭和44年）- 村立火葬場の操業を開始。
- 1971年（昭和46年）- 村章を制定。
- 1975年（昭和50年）- 長崎県立対馬青年の家が設置される。
- 1976年（昭和51年）- 志多賀大橋が開通。対馬消防署峰出張所が佐賀に設置される。
- 1977年（昭和52年）- 東部中学校が現在地に移転。
- 1978年（昭和53年）- 吉田小学校および三根小学校津柳分校が閉校し、三根小学校に統合される。峰町立歯科診療所が新築移転。
- 1980年（昭和55年）- 峰町スポーツ広場が佐賀に完成。
- 1981年（昭和56年）- 峰町運動公園（三根）に野球場、プール、テニスコートが完成。峰町弓道場が佐賀に完成。
- 1983年（昭和58年）
  - 4月1日 - 三根小学校と木坂小学校が統合され「峰町立西小学校」が発足。西部学校給食共同調理場が完成。
  - 中対馬開発総合センターが完成。
- 1985年（昭和60年）- 役場佐賀出張所が設置される。東部学校給食共同調理場が完成。峰町消防防災無線が開局。
- 1986年（昭和61年）- 新三根大橋が開通。
- 1987年（昭和62年）- 白嶽大橋が開通。
- 1988年（昭和63年）- 志多賀中学校が閉校し、東部中学校に統合される。木坂御前浜園地が完成。町鳥を八色鳥、町木をヒノキ、町花をツバキに制定。
- 1989年（平成元年）- 峰町中央公民館および峰町歴史民俗資料館が新築される。
- 1990年（平成2年）- 津柳トンネルが完成。
- 1992年（平成4年）- 櫛小学校が佐賀小学校に統合される。
- 1993年（平成5年）- デイサービスセンター「峰幸園」が開園。佐賀水泳プールが完成。
- 2003年（平成15年）4月1日 - 志多賀小学校が佐賀小学校に統合され「峰町立東小学校」に改称。

### 行政区域の変遷
- 1908年（明治41年）4月1日 - 島嶼町村制施行により、志多賀村・佐賀村・櫛村・三根村・津柳村・青海村・木坂村・狩尾村・賀佐村・吉田村が合併し上県郡峰村が発足[5]。
- 1976年（昭和51年）4月1日 - 峰村が町制施行し峰町となる。
- 2004年（平成16年）3月1日 - 美津島町・豊玉町・上県町・上対馬町・厳原町と合併し市制施行。対馬市が発足し、峰町は自治体として消滅。

## 地名
大字を行政区域とする。峰町は明治の大合併による自治体発足から平成の大合併により消滅するまでの約96年間、現在の対馬市を構成する6町で唯一合併を経験しなかった。
- 青海（おうみ）
- 賀佐（かさ）
- 狩尾（かりお）
- 木坂（きさか）
- 櫛（くし）
- 佐賀（さか）
- 志多賀（したか）
- 津柳（つやなぎ）
- 三根（みね）
- 吉田（よしだ）

## 行政

### 歴代村長・町長
- 初代 - 田口森臣（1908年（明治41年）4月1日 - ）
- 第2代 - 白水恭一（1908年（明治41年）6月26日 - ）
- 第3代 - 安藤又八郎（1909年（明治42年）4月28日 - ）
- 第4代 - 繁野豊作（1909年（明治42年）7月28日 - ）
- 第5代 - 梅野喜太郎（1910年（明治43年）3月24日 - ）
- 第6代 - 田中英弘（1911年（明治44年）3月8日 - ）
- 第7代 - 井盤築（1911年（明治44年）3月23日 - ）
- 第8代 - 鳥居広衛（1913年（大正2年）3月18日 - ）
- 第9〜13代 - 田口森臣（1918年（大正7年）5月3日 -1927年（昭和2年）8月22日）
- 第14代 - 阿比留邦助（1927年（昭和2年）9月12日 - 1929年（昭和4年）8月11日）
- 第15代 - 松村忠雄（1929年（昭和4年）8月28日 - 1932年（昭和7年）6月27日）
- 第16代 - 阿野三四郎（1932年（昭和7年）8月13日 - 1936年（昭和11年）3月18日）
- 第17代 - 梯金三郎（1936年（昭和11年）5月23日 - 同年8月27日）
- 第18代 - 篠栗質直（1936年（昭和11年）9月21日 - 1940年（昭和15年）9月20日）
- 第19代 - 阿比留弥左エ門（1940年（昭和15年）10月3日 - 1944年（昭和19年）10月2日）
- 第20代 - 多田熊之助（1944年（昭和19年）12月4日 - 1946年（昭和21年）11月9日）
- 第21〜23代 - 島井清太郎（1947年（昭和22年）4月10日 - 1959年（昭和34年）4月29日）
- 第24代 - 小沢幹造（1959年（昭和34年）4月30日 - 1963年（昭和38年）4月29日）
- 第25代 - 兵頭長太郎（1963年（昭和38年）4月30日 - 1967年（昭和42年）4月29日）
- 第26〜28代 - 安藤恵（1967年（昭和42年）4月30日 - 1978年（昭和53年）10月26日）※1976年（昭和51年）4月1日から町長
- 第29代 - 小田只雄（1978年（昭和53年）12月10日 - 1981年（昭和56年）6月20日）
- 第30〜 - 安藤茂喜（1981年（昭和56年）7月12日 -

## 教育
中学校
- 西部中学校
- 東部中学校

小学校
- 西小学校
- 東小学校

## 名所・旧跡・観光スポット・祭事・催事

### 名所・旧跡・観光スポット
- 海神神社
- 鹿牧場
- 青海の里
- 円通寺
- 木坂御前浜園地
- 峰町歴史民俗資料館

### 祭事・催事
- 峰町なつまつり
- 木坂神社例祭